# Bockholm (vid Äpplö, Houtskär)
Bockholm är en ö i Finland. Den ligger i Skärgårdshavet vid Äpplö i Houtskär i kommunen Pargas i landskapet Egentliga Finland, i den sydvästra delen av landet. Ön ligger omkring 61 kilometer väster om Åbo och omkring 210 kilometer väster om Helsingfors.
Öns area är 22,9 hektar och dess största längd är 0,8 kilometer i sydöst-nordvästlig riktning.